# Moss Landing
Moss Landing – jednostka osadnicza w Stanach Zjednoczonych, w stanie Kalifornia, w hrabstwie Monterey, nad Oceanem Spokojnym.